# Papirus Oxyrhynchus 3525

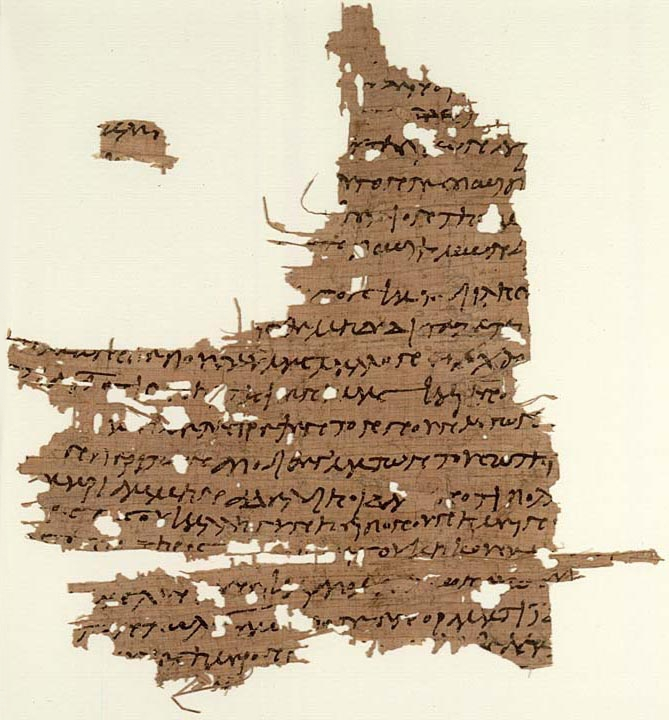
Papirus Oxyrhynchus 3525

Papirus Oxyrhynchus 3525 oznaczany jako P.Oxy.L 3525 – fragment apokryficznej Ewangelii Marii Magdaleny napisany w języku greckim. Papirus ten został odkryty w Oksyrynchos. Fragment jest paleograficznie datowany na III wiek n.e. Przechowywany jest w Papyrology Rooms, Sackler Library w Oksfordzie (P.Oxy.L 3525). Tekst został opublikowany przez P. J. Parsonsa w 1983 roku.
Manuskrypt został napisany na papirusie w formie zwoju. Zachował się jedynie mały fragment, który jest oberwany z każdej strony. Fragment ten obejmuje tekst zawarty w Ewangelii Marii Magdaleny 9,1-10,10 według numeracji koptyjskiego manuskryptu. Rekonstrukcja brakującego tekstu nie jest prosta gdyż tekst ten nie ma zachowanych pełnych linijek tekstu i jest zależna od wersji koptyjskiej. Zachodzą pewne różnice między zachowanym fragmentem w języku greckim a wersją koptyjską. Tekst został napisany po około 50 liter w jednej linii. Nomina sacra są pisane w formie skróconej.
Jest to jeden z trzech rękopisów w ogóle oraz jeden z dwóch greckich rękopisów Ewangelii Marii. P.Oxy.L 3525 jest krótszy niż Papirus Rylandsa 463.